# Втрати 104-ї десантно-штурмової дивізії (РФ)
У статті наведено подробиці поіменних втрат 104-ї десантно-штурмової дивізії (у 1998—2023 роках — 31-ша десантно-штурмова бригада) Збройних сил РФ під час різних війн.

## Друга російсько-чеченська війна
За даними організації «Союз десантников России», в ході війни загинули 34 десантники 31-ї бригади:
| п/п | Прізвище, ім'я, по-батькові                                                 | Звання            | Дата смерті |
| --- | --------------------------------------------------------------------------- | ----------------- | ----------- |
| 1.  | Балухо Дмитро Вікторович рос. Балухо Дмитрий Викторович                     | сержант           | 17.11.1999  |
| 2.  | Борисов Сергій Миколайович рос. Борисов Сергей Николаевич                   | молодший сержант  | 17.11.1999  |
| 3.  | Веселєв Артем Анатолійович рос. Веселев Артем Анатольевич                   | єфрейтор          | 17.11.1999  |
| 4.  | Висячкін Олексій Миколайович рос. Висячкин Алексей Николаевич               | рядовий           | 17.11.1999  |
| 5.  | Ігошин Роман Вікторович рос. Игошин Роман Викторович                        | старший лейтенант | 17.11.1999  |
| 6.  | Кисєльов Віктор Володимирович рос. Киселев Виктор Владимирович              | молодший сержант  | 17.11.1999  |
| 7.  | Коваленко Олексій Віталійович рос. Коваленко Алексей Витальевич             | молодший сержант  | 17.11.1999  |
| 8.  | Котельніков Андрій Валентинович рос. Котельников Андрей Валентинович        | рядовий           | 17.11.1999  |
| 9.  | Новгородский Андрій Миколайович рос. Новгородский Андрей Николаевич         | сержант           | 17.11.1999  |
| 10. | Попов Андрій Олексійович рос. Попов Андрей Алексеевич                       | рядовий           | 17.11.1999  |
| 11. | Фладунг Андрій Володимирович рос. Фладунг Андрей Владимирович               | лейтенант         | 17.11.1999  |
| 12. | Черняєв Андрій Васильович рос. Черняев Андрей Васильевич                    | рядовий           | 17.11.1999  |
| 13. | Буйлін Андрій Олексійович рос. Буйлин Андрей Алексеевич                     | рядовий           | 18.12.1999  |
| 14. | Нехорошев Денис Миколайович рос. Нехорошев Денис Николаевич                 | сержант           | 19.02.2000  |
| 15. | Ягодинський Володимир Миколайович рос. Ягодинский Владимир Николаевич       | старший сержант   | 20.02.2000  |
| 16. | Семикашев Андрій Юрійович рос. Семикашев Андрей Юрьевич                     | рядовий           | 04.03.2000  |
| 17. | Мамонтов Михайло Олександрович рос. Мамонтов Михаил Александрович           | рядовий           | 24.04.2000  |
| 18. | Ричков Дмитро Вікторович рос. Рычков Дмитрий Викторович                     | єфрейтор          | 24.04.2000  |
| 19. | Ігумнов Володимир Сергійович рос. Игумнов Владимир Сергеевич                | рядовий           | 27.06.2000  |
| 20. | Шивкін Олександр Володимирвич рос. Шивкин Александр Владимирвич             | єфрейтор          | 27.06.2000  |
| 21. | Богуш Микола Миколайович рос. Богуш Николай Николаевич                      | старший сержант   | 18.08.2000  |
| 22. | Банделюк Олег Володимирович рос. Банделюк Олег Владимирович                 | капітан           | 18.08.2000  |
| 23. | Гриценко Олег Володимирович рос. Гриценко Олег Владимирович                 | молодший сержант  | 18.08.2000  |
| 24. | Подгородніков Микола Олександрович рос. Подгородников Николай Александрович | рядовий           | 18.08.2000  |
| 25. | Пирогов Олександр Володимирович рос. Пирогов Александр Владимирович         | рядовий           | 18.08.2000  |
| 26. | Васильєв Володимир Дмитрович рос. Васильев Владимир Дмитриевич              | сержант           | 05.09.2000  |
| 27. | Єрьомін Олег Вікторович рос. Еремин Олег Викторович                         | єфрейтор          | 05.09.2000  |
| 28. | Подлєснов Дмитро Михайлович рос. Подлеснов Дмитрий Михайлович               | прапорщик         | 05.09.2000  |
| 29. | Улибін Сергій Валерійович рос. Улыбин Сергей Валерьевич                     | рядовий           | 05.09.2000  |
| 30. | Катаєв Андрій Володимирович рос. Катаев Андрей Владимирович                 | рядовий           | 06.09.2000  |
| 31. | Туктаров Руслан Равильйович рос. Туктаров Руслан Равильевич                 | молодший сержант  | 25.10.2000  |
| 32. | Васюков Олександр Миколайович рос. Васюков Александр Николаевич             | старший прапорщик | 11.12.2000  |
| 33. | Галімуллин Рашид Аухадулович рос. Галимуллин Рашид Аухадулович              | майор             | 13.12.2000  |
| 34. | Мілюдін Дмитро Володимирович рос. Милюдин Дмитрий Владимирович              | прапорщик         | 05.04.2001  |

## Війна на Донбасі
| п/п | Прізвище, ім'я, по-батькові                                        | Звання  | Дата народження | Дата смерті |
| --- | ------------------------------------------------------------------ | ------- | --------------- | ----------- |
| 1.  | Муратов Давран рос. Муратов Давран                                 |         | 19.06.1992      | 16.08.2014  |
| 2.  | Бушин Микола Валерійович рос. Бушин Николай Валерьевич             | капітан | 1987            | 25.08.2014  |
| 3.  | Кільченбаєв Ільнур Ряжалович рос. Кильченбаев Ильнур Ряжалович     |         | 27.01.1986      | 25.08.2014  |
| 4.  | Бєлозьоров Олександр Сергійович рос. Белозёров Александр Сергеевич |         | 01.12.1991      | 25.08.2014  |
| 5.  | Засов Олексій рос. Засов Алексей                                   |         | 13.04.1992      | 29.08.2014  |
| 6.  | Ібрагімов Едуард Радикович рос. Ибрагимов Эдуард Радикович         |         | 16.07.1990      | 29.08.2014  |
| 7.  | Ковальов В'ячеслав Сергійович рос. Ковалёв Вячеслав Сергеевич      |         | 15.05.1993      | 29.08.2014  |

## Російське вторгнення в Україну (2022)
| п/п | Прізвище, ім'я, по-батькові                                              | Звання                                                     | Дата народження | Дата смерті   | Місце смерті                        |
| --- | ------------------------------------------------------------------------ | ---------------------------------------------------------- | --------------- | ------------- | ----------------------------------- |
| 1.  | Ненашев Дмитро Володимирович рос. Ненашев Дмитрий Владимирович           | молодший сержант                                           | 27.03.1991      | 25.02.2022    |                                     |
| 2.  | Сібгатуллін Ільнур Фанісович рос. Сибгатуллин Ильнур Фанисович           | сержант                                                    | 19.09.1991      | 26.02.2022    |                                     |
| 3.  | Мінєєв Петро Костянтинович рос. Минеев Пётр Константинович               |                                                            | 14.06.1991      | 26.02.2022    | Гостомель                           |
| 4.  | Кошкін Олександр Сергійович рос. Кошкин Александр Сергеевич              | молодший сержант                                           | 28.07.1995      | 26.02.2022    | Гостомель                           |
| 5.  | Ладягін Іван Васильович рос. Ладягин Иван Васильевич                     | старший сержант                                            | 18.08.1986      | 27.02.2022    | Гостомель                           |
| 6.  | Сидоров Іван рос. Сидоров Иван                                           | сержант                                                    |                 | 27.02.2022    | Гостомель                           |
| 7.  | Осокін Олексій Миколайович рос. Осокин Алексей Николаевич                | майор, командир 1-го батальйону                            | 02.09.1989      | 03.03.2022    | Гостомель                           |
| 8.  | Лазарєв Денис рос. Лазарев Денис                                         | сержант                                                    |                 | 03.03.2022    |                                     |
| 9.  | Лазарєв Євгеній Петрович рос. Лазарев Евгений Петрович                   | прапорщик                                                  |                 | 03.03.2022    | Гостомель                           |
| 10. | Платонов Дмитро рос. Платонов Дмитрий                                    | сержант                                                    | 06.2000         | 03.03.2022    | Гостомель                           |
| 11. | Агапов Максим Олександрович рос. Агапов Максим Александрович             |                                                            | 28.09.1999      | 03.03.2022    | Чорнобиль                           |
| 12. | Єрьомін Олексій Сергійович рос. Ерёмин Алексей Сергеевич                 | сержант                                                    | 1991            | 03.03.2022    | Гостомель                           |
| 13. | Подволоцький Дмитро Олександрович рос. Подволоцкий Дмитрий Александрович | єфрейтор                                                   | 22.10.1983      | 03.03.2022    | Гостомель                           |
| 14. | Беспалов Микола Вікторович рос. Беспалов Николай Викторович              | рядовий                                                    | 07.08.2001      | 03.03.2022    |                                     |
| 15. | Бичкарєв Олександр Вікторович рос. Бычкарев Александр Викторович         |                                                            | 24.01.1985      | 05.03.2022    |                                     |
| 16. | Ярков Андрій Васильович рос. Ярков Андрей Васильевич                     |                                                            |                 | 05.03.2022    |                                     |
| 17. | Семенов Єгор Олександрович рос. Семенов Егор Александрович               | молодший сержант                                           | 10.05.1986      | 05.03.2022    | Гостомель                           |
| 18. | Вишиденко Костянтин Сергійович рос. Вышиденко Константин Сергеевич       |                                                            | 01.09.1989      | 05.03.2022    | Волноваха                           |
| 19. | Анохін Андрій Миколайович рос. Анохин Андрей Николаевич                  | єфрейтор                                                   | 13.07.1991      | 06.03.2022    | Гостомель                           |
| 20. | Набіуллін Артур Рінатович рос. Набиуллин Артур Ринатович                 | старший сержант                                            | 07.08.1985      | 06.03.2022    | Гостомель                           |
| 21. | Кучін Олександр Валентинович рос. Кучин Александр Валентинович           |                                                            | 06.12.1983      | 06.03.2022    | Гостомель                           |
| 22. | Тарусов Ілля Володимирович рос. Тарусов Илья Владимирович                |                                                            | 02.08.1999      | 06.03.2022    |                                     |
| 23. | Ханнанов Ілдар Зульфірович рос. Ханнанов Илдар Зульфирович               |                                                            | 1997            | 06.03.2022    |                                     |
| 24. | Усманов Ільдар Наільович рос. Усманов Ильдар Наилевич                    | молодший сержант                                           | 13.11.1990      | 09.03.2022    | Гостомель                           |
| 25. | Алєксандров Кирило Олександрович рос. Александров Кирилл Александрович   | рядовий                                                    |                 | 09.03.2022    | Гостомель                           |
| 26. | Ягідаров Денис Сергійович рос. Ягидаров Денис Сергеевич                  | майор, командир батальйону                                 | 17.03.1984      | 23.03.2022    | Харківська область                  |
| 27. | Ніколенко Роман Сергійович рос. Николенко Роман Сергеевич                | капітан                                                    |                 | 24.03.2022    |                                     |
| 28. | Афанасьєв Михайло Григорович рос. Афанасьев Михаил Григорьевич           | єфрейтор                                                   | 19.08.1992      | 25.03.2022    | Ірпінь                              |
| 29. | Сопільняк Сергій Миколайович рос. Сопильняк Сергей Николаевич            | рядовий                                                    | 30.10.1996      | 28.03.2022    | Київська область                    |
| 30. | Карпов Дмитро Сергійович рос. Карпов Дмитрий Сергеевич                   |                                                            | 03.03.1987      | до 01.04.2022 |                                     |
| 31. | Коп'єв Роман рос. Копьев Роман                                           |                                                            |                 | 18.05.2022    |                                     |
| 32. | Мамієв Відаді Асафович рос. Мамиев Видади Асафович                       |                                                            | 06.03.1990      | 19.05.2022    | Сєвєродонецьк                       |
| 33. | Мікка Олександр Анатолійович рос. Микка Александр Анатольевич            |                                                            | 10.03.1992      | 19.05.2022    |                                     |
| 34. | Зеленський Кирило Олександрович рос. Зеленский Кирилл Александрович      | молодший сержант                                           |                 | 19.05.2022    |                                     |
| 35. | Бєлєвцов Андрій Вікторович рос. Белевцов Андрей Викторович               | єфрейтор                                                   |                 | 19.05.2022    |                                     |
| 36. | Хамхоєв Адам Єрахович рос. Хамхоев Адам Ерахович                         | капітан, командир роти                                     |                 | 20-21.05.2022 | Сєвєродонецьк                       |
| 37. | Дроздов Павло Іванович рос. Дроздов Павел                                | молодший сержант                                           |                 | 21.05.2022    | Сєвєродонецьк                       |
| 38. | Гордєєв Олександр Олексійович рос. Гордеев Александр Алексеевич          | ефрейтор                                                   | 20.11.1990      | 21.05.2022    | Білогорівка                         |
| 39. | Шишков Олександр Володимирович рос. Шишков Александр Владимирович        | майор, заступник командира батальйону                      | 11.04.1988      | 22.05.2022    | Білогорівка, Луганська область      |
| 40. | Годунов Андрій рос. Годунов Андрей                                       |                                                            |                 | до 23.05.2022 |                                     |
| 41. | Галіханов Марат Валерійович рос. Галиханов Марат Валерьевич              | старший лейтенант                                          |                 | 25.05.2022    |                                     |
| 42. | Гільміяров Едуард Рінатович рос. Гильмияров Эдуард Ринатович             | капітан                                                    |                 | 05.2022       |                                     |
| 43. | Кирилов Олександр Сергійович рос. Кириллов Александр Сергеевич           |                                                            |                 | до 01.06.2022 |                                     |
| 44. | Ткалін Андрій Олександрович рос. Ткалин Андрей Александрович             | старший сержант                                            | 27.10.1993      | 03.06.2022    |                                     |
| 45. | Павлов Іван рос. Павлов Иван                                             | сержант                                                    |                 | до 06.06.2022 |                                     |
| 46. | Нартдінов Альгіз рос. Нартдинов Альгиз                                   |                                                            | 1988            | 09.06.2022    |                                     |
| 47. | Муравйов Євген рос. Муравьёв Евгений                                     |                                                            | 07.02.2000      | 10.06.2022    |                                     |
| 48. | Шваров Микола Валерійович рос. Шваров Николай Валерьевич                 | старший сержант                                            | 20.12.1992      | 06.08.2022    |                                     |
| 49. | Глухотка Богдан Юрійович рос. Глухотка Богдан Юрьевич                    | сержант                                                    | 1986            | 06.08.2022    | Запорізька область                  |
| 50. | Скориков Олексій Олександрович рос. Скориков Алексей Александрович       | капітан, командир інженерно-саперної роти                  | 05.06.1991      | 16.08.2022    | Шевченківське                       |
| 51. | Широчков Олексій Васильович рос. Широчков Алексей Васильевич             | рядовий                                                    | 16.01.2003      | 30.09.2022    | Херсонська область                  |
| 52. | Бакунін Денис Олександрович рос. Бакунин Денис Александрович             |                                                            | 23.11.1986      | 19.10.2022    | с. Новотроїцьке, Херсонська область |
| 53. | Баранов Костянтин рос. Баранов Константин                                |                                                            |                 | 24.10.2022    |                                     |
| 54. | Лєванов Костянтин Євгенович рос. Леванов Константин Евгеньевич           |                                                            |                 | 02.01.2023    |                                     |
| 55. | Батраков Дмитро Вікторович рос. Батраков Дмитрий Викторович              | рядовий                                                    | 23.06.1992      | 10.03.2023    |                                     |
| 56. | Кутанов Олексій Олексійович рос. Кутанов Алексей Алексеевич              | старший лейтенант, командир взводу                         | 13.09.1988      | 10.03.2023    |                                     |
| 57. | Аржанов Микита Сергійович рос. Аржанов Никита Сергеевич                  | старший лейтенант, командир розвідувального взводу         | 20.02.1997      | 14.05.2023    | Бахмут                              |
| 58. | Шишкалєєв Самрат Амангельдиєвич рос. Шишкалеев Самрат Амангельдыевич     | лейтенант, командир розвідувального взводу                 | 04.05.1999      | 17.05.2023    |                                     |
| 59. | Перинський Олександр Володимирович рос. Перинский Александр Владимирович | майор, заступник командира батальйону з військової частини | 29.11.1975      | 10.06.2023    | Кліщіївка                           |
| 60. | Матюшкін Іван Юрійович рос. Матюшкин Иван Юрьевич                        | лейтенант, командир взводу                                 | 22.09.1994      | 22.07.2023    |                                     |
| 61. | Абрамов Олексій Володимирович рос. Абрамов Алексей Владимирович          | молодший сержант                                           | 28.01.1978      | 23.07.2023    |                                     |
| 62. | Єрьомін Олег Сергійович рос. Ерёмин Олег Сергеевич                       | капітан                                                    | 31.10.1983      | 30.08.2023    |                                     |
| 63. | Кондрашкін Андрій Володимирович рос. Кондрашкин Андрей Владимирович      | полковник, командир бригади                                | 23.06.1979      | 16.09.2023    | Бахмут                              |
| 64. | Ільченко Артем Олександрович рос. Ильченко Артём Александрович           | молодший сержант                                           | 08.05.1982      | 22.10.2023    |                                     |
| 65. | Атанов Руслан Сергійович рос. Атанов Руслан Сергеевич                    | підполковник командир 2-го зенітно-ракетного полку         | 27.05.1984      | 14.01.2024    | Козачі Лагері                       |
| 66. | Кошельов Андрій Анатолійович рос. Кошелев Андрей Анатольевич             | лейтенант                                                  |                 | 14.01.2024    |                                     |
| 67. | Сіманков Андрій Володимирович рос. Симанков Андрей Владимирович          | молодший лейтенант, командир роти                          |                 | 18.01.2024    |                                     |
| 68. | Лазарєв Денис Олександрович рос. Лазарев Денис Александрович             | старший лейтенант 328 ПДП                                  | 25.09.1976      | до 23.01.2024 | Кринки                              |